# María Matilde Almendros
María Matilde Almendros Carcasona (Manresa, 10 de octubre de 1922 - Barcelona, 15 de diciembre de 1995) fue una locutora de radio y actriz española.
Fue clave en el desarrollo y popularización del teatro catalán, género del cual fue además de actriz, productora y directora de varias compañías teatrales. Fue pionera por introducir la lengua catalana en la emisión de los programas de radio en la posguerra y tras la finalización de la dictadura de Franco.
Además de locutora de radio y de la interpretación en el teatro, fue actriz de cine y actriz de doblaje.

## Biografía
Nacida en Manresa en 1922, inició los estudios en la Escuela de Artes y Oficios a los trece años, estudios que realizó mientras trabajaba en una fábrica de zapatos. Empezó su carrera radiofónica en Radio Manresa trabajando como actriz a los dieciséis años.
Fue iniciadora de las primeras emisiones radiofónicas en lengua catalana finalizada la Guerra civil, en el programa de Radio Club Manresa en 1940. Ese año era primera actriz en el Teatro Apolo de la ciudad catalana. Tres años después en noviembre de 1943 participó en Radio Barcelona.
En 1953 se unió a la compañía titular del Teatro Romea de Barcelona donde actuó con Mario Cabré y formó compañía propia denominada Compañía de Comedias María Matilde Almendros que sobre todo realizó obras de teatro en catalán. Fue codirectora de las compañías Matilde-Villa y Almendros-Ferrer.
A través del contacto con Juan Viñas Bona dio el paso para realizar radio teatro. En 1954, se incorporó a Radio Nacional de España (RNE) en Barcelona en el programa-magacín musical Fantasía que presentó con Maruja Fernández. En la misma emisora dirigió y presentó entre 1964 y 1978, el programa De España para los españoles, por el que obtuvo el Premio Ondas en 1969, sobre los emigrantes españoles en Europa que consistía en la lectura de las cartas remitidas por estos a la emisora o bien se atendían las peticiones musicales del oyente.
A partir del nacimiento de la emisora de RNE, Radio 4, del cual fue impulsora en 1976, se incorporó al equipo de locutoras presentando distintos magacines: La veu de la sardana, Paraula i pensament, Lliçons de catalá y Temps obert con Enric Frigola, programas emitidos en catalán. Las lecciones de catalán de RNE fueron comercializadas en grabaciones dirigidas por Esteve Bassols a las que Almendros puso la voz.
Compaginó su trabajo como locutora en RNE con la profesión de actriz en el teatro y cine donde además fue actriz de doblaje, participó en El Ángel está en la cumbre, película de 1958 dirigida por Jesús Pascual, donde interpretó y dio voz a la enfermera; Las Aventuras de Taxi Key, dirigida por Arturo Buendía, Juan Fortuny y Albert Gasset Nicolau en 1959, donde interpretó y dobló a Elena; o Gaudí de José María Argemí rodada en 1960 donde interpretó y dio voz a la Vizcondesa Güell. En los radioteatros que RNE en Barcelona realizó programas a partir de 1974 tras la refundación de su cuadro de actores por Ricardo Palmerola. También formó parte del elenco de la serie Doctor Caparrós, medicina general, en TVE.
En las primeras elecciones generales españolas tras el final de la dictadura, en 1977, presentó su candidatura en la circunscripción de Barcelona por el partido Pacto Democrático por Cataluña, pero no resultó elegida.
Falleció el 15 de diciembre de 1995 en Barcelona a causa de una enfermedad hepática.

## Premios y reconocimientos póstumos
Premios
- 1960: Premio de la Crítica a la mejor interpretación femenina, otorgado por la crítica teatral de Barcelona.[15]
- 1969: Premio Ondas, mejor locutora.
- 1970: Premio Antena de Oro, categoría Emisiones y producción.[16]
- Premio Nacional de Interpretación
- 1981: Premio literario Mestre Robert de Nola, segunda edición, modalidad premio de radio.[17]
- 1990: Premio Cruz de San Jorge.[18]

Reconocimientos póstumos
- El cantante Niño de Baena le dedicó la canción Locutora.
- Una plaza de Manresa, una calle de San Vicente de Castellet y unos jardines de Barcelona llevan su nombre.[2][19][20]

## Obras de teatro
Dirigidas
- 1951: Regreso al hogar, obra de Lluís Mas y Pons. Estrenada en el Teatro Conservatorio de Manresa.[3]
- 1960: La nodriza, obra de Frederic Soler «Pitarra». Estrenada en el Teatro Romea, Barcelona.[3]
- 1969: La reina, obra de Josep M. de Sagarra. Estrenada en el Teatro Romea, Barcelona.[3]

Interpretadas
- 1953: L'amor viu a dispesa, obra de José María de Sagarra, Teatro Romea.[9]
- 1954: Terra baixa, Teatro Romea, interpretó a Marta.[9]
- 1961: Don Juan Tenorio, de José Zorrila, Teatro Romea.[21]
- 1961: Bala perdida, obra de Pablo Carsaball, Teatro Romea.[21]
- 1971: L'Hostal de la Gloria, obra de José María de Sagarra (1931), Teatro Romea donde interpretó a Gloria.[22]
- 1983: Tres boleros, obra de Harvey Fierstein, Teatro Martínez Soria.[23]
- 1993: La senyora Florentina yi el seu amor Homer, obra de Mercé Rodoreda dirigida por Mario Gas.[24]

## Cine y televisión
- 1958: El Ángel está en la cumbre, dirigida por Jesús Pascual.[5]
- 1959: Las Aventuras de Taxi Key, dirigida por Arturo Buendía, Juan Fortuny y Albert Gasset Nicolau.[14]
- 1960: Gaudí, dirigida por José María Argemí.[13]
- 1968: El Baldiri de la costa, dirigida por José María Font.[25]
- 1972: El estudiante de Salamanca, dirigida por Antonio Chic, novela para televisión.[26]
- 1979: Doctor Caparrós, medicina general, dirigida por Esteve Durán, serie de televisión.[27]
- 1980: La silla n.º 13, dirigida por Esteve Durán, programa teatro en Estudio 1.[28]